# ذا سيمز 2: منبوذ
ذا سيمز 2: منبوذ(بالإنجليزية: The Sims 2: Castaway)‏ هي لعبة فيديو من نوع المحاكاة من تطوير إلكترونيك آرتس.ونشر إلكترونيك آرتس لأجهزة بلاي ستيشن 2، وي، بلاي ستيشن المحمول. هذه اللعبة جزء فرعي ثالث من لعبة ذا سيمز 2.

## القصة
تبدأ اللعبة على متن قارب بعد ان يقوم اللاعب بتصميم الشخصية. يمكن اختيار الشخصية من ستة نماذج سيمز. بعد تصميم الشخصية، تبدأ القصة بعرض مجموعة الصور التي تم التقاطها بواسطة الهاتف المحمول على متن السفينة التي تحطمت نتيجة عاصفة. بعد عرض مجموعة الصور يقوم اللاعب بالاستيقاظ على الشاطئ الأول (First Beach) على جزيرة مجهولة. على الشاطئ الأول تجد الشخصية كتب توضح الأهداف التي يجب على الشخصية اتباعها للبقاء على قيد الحياة والهروب.

## الاستقبال
| استقبال |        |
| --- | ------ |
| الدرجات الإجمالية المجموع نقاط غيم رانكينغز 75.19% [ 1 ] ميتاكريتيك 66% [ 2 ] نتائج المراجعة نشرة نقاط يورو غيمر 5/10 [ 3 ] غيم ريفولوشن D [ 4 ] غيم سبوت 8/10 [ 5 ] غيمز رادار [ 6 ] غيم زون 7/10 [ 7 ] آي جي إن 7.5/10 [ 8 ] Edutaining Kids B+ [ 9 ] |        |
| الدرجات الإجمالية |        |
| المجموع | نقاط   |
| غيم رانكينغز | 75.19% |
| ميتاكريتيك | 66%    |
| نتائج المراجعة |        |
| نشرة | نقاط   |
| يورو غيمر | 5/10   |
| غيم ريفولوشن | D      |
| غيم سبوت | 8/10   |
| غيمز رادار | [ 6 ]  |
| غيم زون | 7/10   |
| آي جي إن | 7.5/10 |
| Edutaining Kids | B+     |